# Spondyliaspis nigra
Spondyliaspis nigra är en insektsart som först beskrevs av Walter Wilson Froggatt 1923.  Spondyliaspis nigra ingår i släktet Spondyliaspis och familjen rundbladloppor. Inga underarter finns listade i Catalogue of Life.